# 富山県立志貴野高等学校
富山県立志貴野高等学校（とやまけんりつ しきのこうとうがっこう、英: Toyama Prefectural Shikino High School）は、富山県高岡市にある公立の単位制高等学校。

## 設置学科
- 昼間単位制Ⅰ部
  - 普通科
  - 総合ビジネス科
- 昼間単位制Ⅱ部
  - 総合ビジネス科
  - 生活文化科
- 夜間単位制
  - 普通科
  - 国際教養科

## 教育方針
人間尊重の精神に基づき、校訓「研学・実践・誠実」のもと、真理を追究するとともに社会の変化に主体的に対応できる生きる力・自己教育力を培う。創造力と実践力に富み、誠実で豊かな心を持って、たくましく生きる人間の育成を目指す。

## 沿革
- 1961年（昭和36年）4月1日 - 富山県立高岡産業高等学校として開校[1]（定時制課程金属工業科を設置）。
- 1965年（昭和40年）3月31日 - 金属工業科を機械科に改編。
- 1968年（昭和43年）
  - 4月1日 - 校名を富山県立志貴野高等学校と改称（普通科、機械科、電気科、商業科を設置）。
  - 7月6日 - 文部大臣指定「定時制通信制教育モデル校」指定。
- 1969年（昭和44年）4月1日 - 昼間二部制家政科を設置。庄川教場、日網教場を設置。
- 1970年（昭和45年）4月1日 - 富山総合高等職業訓練校、新湊高等技能学校、砺波高等技能学校、氷見高等技能学校との機械科連携学級を設置。
- 1975年（昭和50年）3月31日 - 家政科の企業内教場を廃止し、本校に統合。
- 1988年（昭和63年）4月1日 - 学年制による昼間制普通科を設置。
- 1992年（平成4年）4月1日 - 学年制による昼間制普通科、夜間制商業科を募集停止し、単位制による昼間制普通科、昼間制情報処理科を設置。昼間二部制家政科に修業年限3年制を導入。
- 1996年（平成8年）4月1日 - 家政科を生活文化科に学科改編。
- 1998年（平成10年）4月1日 - 夜間制普通科・機械科・電気科および昼間制生活文化科に単位制を導入（昼間二部制を廃止）。
- 2000年（平成12年）4月1日 - 単位の前期・後期分割認定を完全実施。
- 2001年（平成13年）4月1日 - 生活文化科を昼間制Ⅱ部に移行。
- 2002年（平成14年）3月29日 - 新校舎（高岡駅前再開発ビル）起工式挙行。
- 2003年（平成15年）4月1日 - 機械科・電気科を募集停止し、昼間制Ⅱ部に情報処理科を設置。
- 2004年（平成16年）
  - 1月1日 - 富山県民生涯学習カレッジ高岡地区センター設置。
  - 4月1日 - 新校舎（ウイング・ウイング高岡）へ移転（4月13日に入学式[2]）。昼間制情報処理科を情報ビジネス科に学科改編。
- 2005年（平成17年）3月31日 - 工業科終止式挙行。
- 2006年（平成18年）3月31日 - 旧校舎（高岡市中川地内）を富山県立高岡工芸高等学校へ所属替。
- 2009年（平成21年）5月1日 - 文部科学省委嘱「高等学校における発達障害支援モデル事業」の研究指定。
- 2010年（平成22年）4月1日 - 文部科学省「特別支援教育総合推進事業」の研究指定。
- 2013年（平成25年）5月16日 - 文部科学省「インクルーシブ教育システム構築モデル事業」の研究指定（2015年3月31日まで）。
- 2018年（平成30年）10月1日 - 「通級による指導」実施。
- 2022年（令和4年）4月1日 - 昼間制情報ビジネス科を総合ビジネス科に学科改編。

## アクセス
- JR城端線・氷見線・あいの風とやま鉄道線高岡駅北口 徒歩約2分
- 万葉線「高岡駅停留場」 徒歩約1分

## 授業
生涯学習機能をあわせもつ定時制単位制高校となっている。
「働きながら学ぶ」、生活にあわせ「自ら計画したペースで学ぶ」など、時代の変化や新しいライフスタイルに柔軟に対応する学習の仕組みが工夫された学校。
社会人と共に学ぶ「特別講座」や、地域でのボランティア活動等をとおして、「学ぶ意欲」をもった生徒の育成を目指している。
現在、1限45分枠を5分休憩を挟んで2枠連続させた、実質90分授業の形式をとっている。また、単位制高校のため必修科目、選択必修科目を含めれば、全て自分で授業を選択できる。
昼間単位制は1限から6限。昼間I部では1〜4限、昼間II部では3〜6限に授業をとることが原則決まっている。それ以外の時限にも授業を入れることが可能で、その場合全日制高等学校と同じように3年で卒業することが可能。現在昼間部では、多くの生徒が3年で卒業するようになっている。
必修、選択必修科目のほかに、商業、英語、福祉、国際に関する多才な専門科目や、進学を目標とした演習授業などもある。（昼間単位制）
また、社会人も共に机を並べる科目履修制度を備えた授業では、中国語、ハングル、ポルトガル語、ロシア語を学ぶこともできる。

## 部活動
- バスケットボール部
- バドミントン部 - 全国定時制通信制高等学校総合体育大会　男子団体県選抜ベスト8/個人ベスト16　女子団体県選抜ベスト16/個人ベスト32
- ソフトテニス部 - 全国定時制通信制高等学校総合体育大会　男子団体県選抜ベスト16/個人ベスト16
- 陸上部 - 全国定時制通信制高等学校総合体育大会　男子200m/400m/800m/1500m/4×100mR/4×400mR/走幅跳/砲丸投/円盤投　女子200m/400m/800m/4×100mR/走高跳/走幅跳/砲丸投/円盤投
- 卓球部 - 全国定時制通信制高等学校総合体育大会　男子団体/個人出場　女子団体／個人ベスト32
- 柔道部 - 全国定時制通信制高等学校総合体育大会　男子団体県選抜/個人ベスト16　女子個人ベスト8
- 剣道部 - 全国定時制通信制高等学校総合体育大会　男子団体県選抜/個人3位　女子団体県選抜/個人ベスト32
- 文芸部 -
- 英会話部 - 全国商業高等学校英語スピーチコンテスト・レシテーションの部　最優秀賞　富山県教育功労賞　高岡市教育功労賞
- ボランティア部
- コンピュータ部 - 全国高等学校情報処理競技大会　個人の部出場
- The☆Network部 - 全国高等学校漫画選手権大会〔まんが甲子園〕　最優秀賞　富山県教育功労賞、北日本新聞芸術選奨、高岡市教育功労賞
- 家庭クラブ
- 商業研究クラブ　富山県商業高等学校顕彰制度（MERCURY賞）
- 演劇同好会　高校生映画コンクール〔映画甲子園〕規定作品部門　優秀作品、自由作品部門　佳作、 国際惑星地球年映像コンテストIYPE賞
- 書道同好会　 富山県青少年美術展　書道部門入選

（過去3年間）

## その他の文化活動の入賞
- とやま映像コンクール　優良賞　（生徒保健委員会）
- 富山県高等学校定時制通信制生徒生活体験発表大会　会長賞3位　富山労働局長賞

（過去3年間）

## 学校行事
生徒総会、校内生活体験発表大会、進路ガイダンス、あいさつ運動、いちご募金、スポーツ大会、文化祭、百人一首大会など。

## 校歌
作詞：大島文雄、作曲：宮下舜爾

## 学校施設
高岡駅前ウイング・ウイング高岡の多目的ビルの中に設置されている。教室は少人数利用が可能になっている。また高岡市生涯学習センターやホール、高岡市立図書館が同じビル内にある。開校時は高岡工芸高等学校の敷地内にあった。